# تومبولو
تومبولو (بالإيطالية: Tombolo)‏ هي بلدية في مقاطعة باذوة في منطقة فنيتة الإيطالية، وتقع على بعد 45 كيلومترًا (28 ميلًا) شمال غرب مدينة البندقية و 25 كيلومترًا (16 ميلًا) شمال باذوة.